# Veterná Poruba
Veterná Poruba és un poble i municipi d'Eslovàquia que es troba a la regió de Žilina, al centre-nord del país.

## Història
La primera menció escrita de la vila es remunta al 1273.

## Demografia
| Godina             | 1994 | 2004   | 2014   | 2024   |
| ------------------ | ---- | ------ | ------ | ------ |
| Nombre de persones | 360  | 350    | 372    | 362    |
| Diferència         |      | −2,77% | +6,28% | −2,68% |

| Godina             | 2023 | 2024   |
| ------------------ | ---- | ------ |
| Nombre de persones | 370  | 362    |
| Diferència         |      | −2,16% |